# Miomektomia

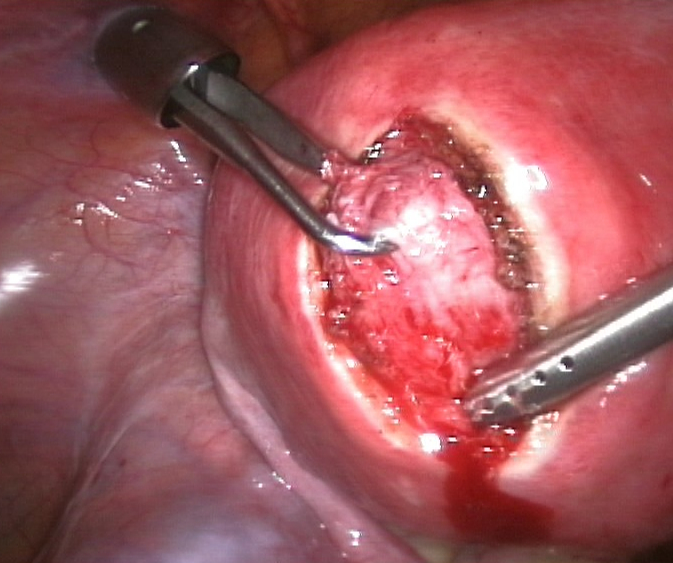
Mimektomia wykonywana laparoskopowo

Miomektomia – chirurgiczne usunięcie mięśniaków macicy. W przeciwieństwie do histerektomii, podczas miomektomii macica zostaje w całości zachowana i dzięki temu kobieta nie staje się bezpłodna, dlatego miomektomia jest alternatywnym zabiegiem względem histerektomii u kobiet młodych, chcących zajść w ciążę lub pragnących zachować macicę.
Obecność mięśniaka macicy nie oznacza konieczności wykonania operacji, jeśli nie powoduje on silnych objawów bólowych ani zaburzeń miesiączkowania.
Zwykle miomektomię wykonuje się laparoskopowo.
Miomektomia wiąże się z ryzykiem ewentualnych komplikacji, takich jak znaczna utrata krwi, zrosty pooperacyjne lub konieczność wykonania cięcia cesarskiego przy porodzie. Poza tym, w 42–55% przypadków po zabiegu wykształcają się w macicy nowe mięśniaki.